# Taba Teret
Taba Teret is een bestuurslaag in het regentschap Bengkulu Tengah van de provincie Bengkulu, Indonesië. Taba Teret telt 1243 inwoners (volkstelling 2010).